# Haplometra cylindracea
Haplometra cylindracea é um platelminto parasita da classe Trematoda que se aloja no pulmão de rãs. Infecta indivíduos dos gêneros Rana, Bufo e Bombina.
Foi classificada como Distoma cylindraceum por Zeder em 1800 e depois reclassificada por Looss em 1899.

## Morfologia
O verme adulto é alongado, cilíndrico e mede aproximadamente 10 mm de comprimento, apesar de indivíduos com até 20 mm já terem sido descritos. Seu corpo é branco leitoso e opaco. A ventosa ventral é menor do que a ventosa oral. A faringe é pequena, o esôfago tem comprimento médio, e a ceca é longa. O intestino é bifurcado. Os testículos são esféricos, um localizado atrás do outro, e ficam na região mais afastada da cabeça, e o ovário é anterior aos testículos. O poro genital é localizado na região média, perto da ventosa ventral.

## Ciclo de vida
Os ovos são eliminados nas fezes da rã, e se tornam marrons escuros em contato com o ar, devido às proteínas em sua composição, e só vão ecolidr quando ingeridos por um molusco adequado, que se torna seu hospedeiro intermediário. As espécies de molusco afetadas são os caramujos Lymnaea truncatula,L. ovata, L. palustris, L. stagnalis, e Radix auricula. Dentro do molusco, os miracídios se alojam no hepatopâncreas do hospedeiro, onde se desenvolvem em esporocistos. Os esporocistos se transformam em cercárias do tipo xifidocerária.
Antigamente, acreditava-se que o ciclo de vida envolvida dois hospedeiros intermediários. De acordo com livros das décadas de 1960 e 70, após o desenvolvimento no molusco, as cercárias infectariam um besouro aquático, que seria posteriormente predado por uma rã, e assim os vermes passariam para o seu hospedeiro definitivo. No entanto, livros mais recentes trazem a informação de que este besouro não participa do ciclo de vida do verme, e as cercárias penetram diretamente a rã adulta. As espécies afetadas são Rana tavesensis, Pelophylax kl. esculentus, Bufo bufo, Rana esculenta, R. arvalis, R. dalmatina, R. ridibunda, R. macrocnemis (por vezes tida como sinônimo de R. holtzi), R. temporaria, R. camerani, Bombina bombina e B. variegata.
Dentro da rã, as cercárias se encistam na boca e na região antero-ventral, de onde, após 3 ou 4 dias, saem as metacercárias em direção ao pulmão, onde vai ocorrer a reprodução sexuada. Os ovos passam para a glote da rã, são engolidos e eliminados nas fezes, e o ciclo recomeça.

## Distribuição e prevalência
Haplometra cylindracea ocorre na Europa, no norte da Ásia e até na Sibéria, frequentemente em altitudes entre 1600 metros e 2600, com indícios de que quanto menor a altitude, menor a porcentagem de rãs infestadas pelos vermes. Em uma população de Rana macrocnemis no Cáucaso, acima de 2000 m, 66% das rãs estavam infetadas com vermes, e essa número ficava cada vez menor a medida que a altitude diminuía.
Um estudo com rãs-comuns (Rana temporaria) do sul da Inglaterra revelou que 32% dos espécimes estavam contaminados com Haplometra cylindracea, com 3,9 vermes por rã, em média, e outro estudo com rãs de Leningrado, Rússia, mostrou uma contaminação de 41%, com 2,5 vermes por rã.

## Conservação in vivo
Vários métodos já foram experimentados para a conservação de indivíduos vivos. Na década de 50, as técnicas da época permitiam manter os indivíduos vivos em média por 70 dias, enquanto atualmente é possível armazená-los por até 88 dias, o que provavelmente é uma diferença significativa.
Em espécimes recém-mortos, o glicogênio é armazenado principalmente no parênquima e nos músculos, com pequenas quantidades no ovários, testículos, canais excretores e subcutícula, como em outros trematódios.